# Hubert Nuss
Hubert Nuss (* 10. März 1964 in Neckarsulm) ist ein deutscher Jazz-Pianist und Komponist.

## Leben und Wirken
Nuss begann mit acht Jahren eine klassische Klavierausbildung, mit 16 erhielt er zusätzlich Unterricht in Kirchenorgel und klassischer Improvisation und machte gleichzeitig erste Erfahrungen im Jazzbereich. Er war von 1982 bis 1986 Pianist im Jugendjazzorchester Baden-Württemberg sowie von 1988 bis 1989 im Bundesjazzorchester. Auf deren „BuJazzO Vol. 1“ CD (1988) ist er zu hören.
Er studierte Jazzklavier an der Hochschule für Musik Köln und schloss 1992 „mit Auszeichnung“ ab. 1993 bis 1994 war er als Lehrbeauftragter an der Hochschule für Musik Franz Liszt Weimar tätig, anschließend bis 1998 an der Hochschule für Musik und Darstellende Kunst Mannheim. Seit 1998 ist er Hauptfachdozent für Jazzklavier an der Universität der Künste Berlin und an der Hochschule für Musik und Tanz Köln sowie seit 2011 an der Hochschule für Musik und Darstellende Kunst Stuttgart. Zu seinen bekannten Schülern gehört Pablo Held.
Als Pianist wirkte Nuss bei zahlreichen Studioproduktionen mit (u. a. für den WDR, NDR, SDR, SWF, HR, RIAS) und spielte u. a. mit Mel Lewis, Clark Terry, Shirley Bassey, Benny Bailey, John Taylor, Bobby Shew, Don Menza, Johnny Griffin, Art Farmer, Slide Hampton, Toots Thielemans, Ack van Rooyen (90, 2021), Paul Heller, Jeff Hamilton, John Schröder, Steffen Schorn, John Abercrombie, Till Brönner, Paul Kuhn, Bob Brookmeyer, Thilo Berg, der Bobby Burgess Sound Explosion und in Peter Herbolzheimers Rhythm Combination & Brass. Bekannt wurde er durch seine Zusammenarbeit mit dem Saxophonisten Peter Weniger, mit dem er bisher (2009) sechs CDs veröffentlicht und mehrere Preise gewonnen hat.
1997 gründete Hubert Nuss sein eigenes Trio mit John Goldsby (b) und John Riley (dr), mit dem er inzwischen vier CDs veröffentlicht hat.
Sein Bruder ist der Posaunist Ludwig Nuss, er ist an dessen Album Ups and Downs (2003) beteiligt. Seine Neffen Benyamin Nuss als Pianist und Jonathan Nuss als Posaunist begannen ebenfalls eine beachtenswerte Musiker-Karriere.
Auf Synästhesien, also die gleichzeitige Wahrnehmung von Tönen und Farben, wie sie dem französischen Komponisten Olivier Messiaen geläufig waren, bezieht sich das Hubert Nuss Trio mit seinem Album The Book Of Colours, das sie zuletzt am 12. Mai 2012 beim Jazzfest Bonn in der Bundeskunsthalle vorstellten.
Hubert Nuss lebt in Köln.

## Preise und Auszeichnungen
Nuss erhielt einen zweiten Preis beim Bundeswettbewerb „Jugend musiziert“ im Fach Orgelimprovisation. 1988 wurde ihm mit Peter Weniger der Förderpreis der Stadt Mannheim 1988 für Jazzkomposition, -arrangement und -interpretation zugesprochen, 1991 der Kammgarn Jazzpreis. Für seine Aufnahmen mit dem eigenen Trio wurde von den Lesern der Zeitschrift Scala 1999 zum „Jazz-Newcomer des Jahres“ gewählt. 2008 wurde er mit dem „WDR-Jazzpreis für Improvisation“ ausgezeichnet.

## Veröffentlichungen

### Mit eigenem Trio
- Standards and Other Stories (2018, Pirouet)
- The Book of Colours (2010, Pirouet)
- Feed the Birds (2005, Pirouet)[6]
- The Underwater Poet (2002, Greenhouse Music)
- The Shimmering Colours of the Stained Glass (1998, Greenhouse Music)

### Mit Peter Weniger
- Sing Yourself a Dream (2008, Skip)
- Tip Tap (1996, Mons Records) „Deutscher Schallplattenpreis/Vierteljahresliste“
- Private Concert (1990, Mons Records)
- Hymn to Gobro (1989, Delta Jazzline)
- Duo Music (1987)

### CDs zu Lehrwerken
- Felix Janosa, Hit The Key (2005, ConBrio)
- Frank Sikora, Die Neue Jazz-Harmonielehre (2003, Schott)
- David Friedman, Beyond Dreams – Piano Music for Musicians (1999, Advance Music)